# Thibaudia litensis
Thibaudia litensis är en ljungväxtart som beskrevs av J.L. Luteyn. Thibaudia litensis ingår i släktet Thibaudia och familjen ljungväxter. Inga underarter finns listade i Catalogue of Life.